# خيارو (تشاه مبارك)
خیارو (بالفارسية: خیارو) هي قرية تقع في إيران في قسم تشاه مبارك الريفي.
يبلغ عدد سكان هذه القرية حسب تعداد السكان لعام 2017 للميلاد، (500) نسمه تشكل (40 عائلة) من أهل السنة والجماعة وعلىالمذهب الشافعي. سكان هذه القرية من الأصول العربية ويتكلمون اللغتي العربية و الفارسية وهم من عرب الهوله، يقوم السكان بالتجارة وصيدالأسماك و الزراعة ، و تربية المواشي و الأغنام.
تبعد قرية خيارو عن مياه البحر مسافة 20 كيلومتر، وكانت قرية (خيارو) في الماضي مقراً لحكم قبیلة آل حرم

## شيوخ ومعتمدين القرية (من التاريخ)
الشيخ احمد بن خلف إبراهيم آل حرم، الشيخ جابر عبد الله خلفآن آل حرم، الشيخ عامر مهنا محمد جآبر آل حرم، عبد الله مهنا آل حرم